# Dypsis coursii
Dypsis coursii  (лат.) — травянистое растение из рода Дипсис (Dypsis) семейства Пальмовые (Arecaceae). Эндемик Мадагаскара. Естественные места обитания — влажные горные леса на высоте 900—1850 метров. Находится под угрозой исчезновения мест обитания.